# Rencontre de Frédéric II avec l'empereur Joseph II à Neisse en 1769

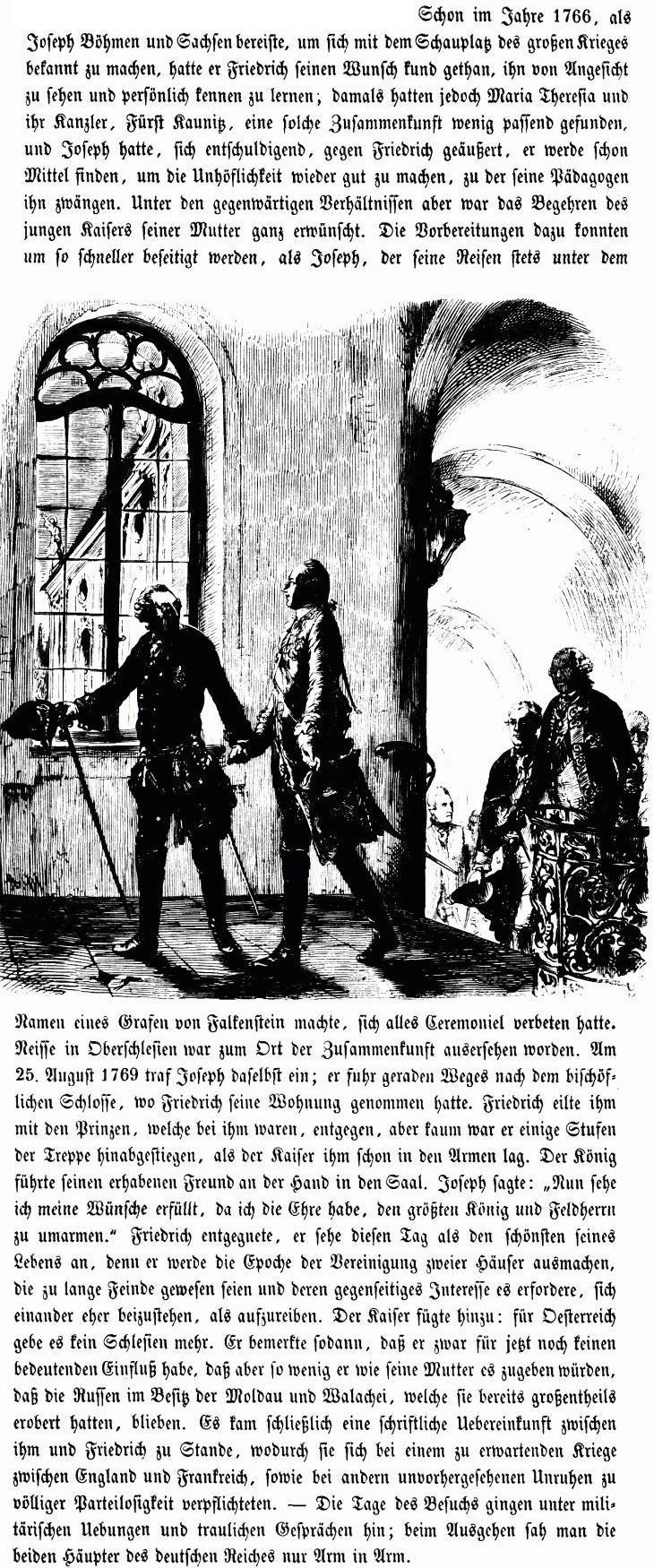
Description de Franz Kugler de la rencontre entre Frédéric et Joseph II avec une illustration d'Adolph Menzel (1840).

Rencontre de Frédéric II avec l'empereur Joseph II à Neisse en 1769 est une peinture d'histoire du peintre allemand Adolph von Menzel qui l'a peinte en 1855-1857 à la demande de la Verbindung deutscher Kunstvereine für historische Kunst (Association des associations d'art allemandes pour l'art historique). Le sujet du tableau, une peinture à l'huile sur toile, est la rencontre du roi Frédéric II (roi de Prusse) et de l'empereur Joseph II (empereur du Saint-Empire) à Neisse le 25 août 1769. Il est conservé à l'Alte Nationalgalerie de Berlin.

## Histoire
Lors de la guerre de Succession d'Autriche de 1740 à 1748 et de la guerre de Sept Ans de 1756 à 1763, la Prusse, sous Frédéric II, et l'Autriche sous, Marie-Thérèse, sont des adversaires acharnés. Les luttes de longue date prennent fin avec la perte de la Silésie par la monarchie de Habsbourg.
Le fils de Marie-Thérèse, l'archiduc Joseph, empereur du Saint-Empire romain germanique depuis 1765, admire le monarque éclairé Frédéric pour ses succès militaires, administratifs et économiques et, à partir de 1766, tente de le rencontrer. Après une première opposition de Marie-Thérèse, la réunion a lieu en 1769 dans la ville de Neisse (aujourd'hui Nysa, en Pologne), près de la frontière, où Frédéric séjourne pour des manœuvres militaires. Joseph, en tant que Graf von Falkenstein, arrive vers midi le 25 août à Neisse et se rend directement au palais du prince-évêque où Frédéric le reçoit. La rencontre est suivie par des nobles de haut rang et des responsables militaires des deux côtés. L'empereur et le roi restent jusqu'au 28 août à Neisse ; le jour, ils regardent les manœuvres prussiennes, et le soir, assistent à des opéra comiques.

## Description

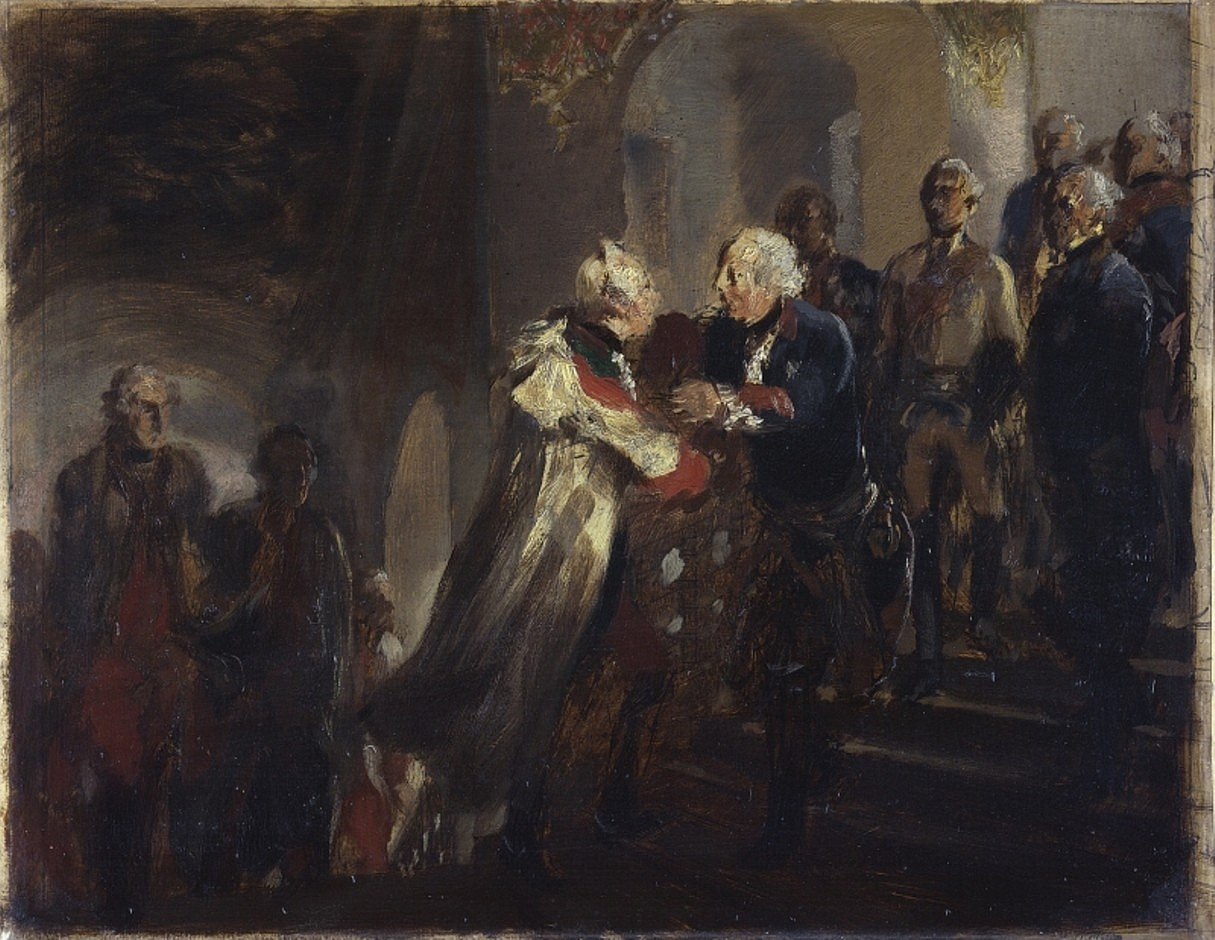
Esquisse à l'huile en petit format.

Adolph Menzel, qui a lui-même choisi l'épisode comme sujet de la peinture d'histoire commandée par la Verbindung deutscher Kunstvereine für historische Kunst (Association des associations d'art allemandes pour l'art historique), connait la scène depuis qu'il a dessiné les illustrations de l'Histoire de Frédéric le Grand de Franz Theodor Kugler en 1840. Kugler embellit la rencontre comme un roman et apporte à l'artiste des précisions bienvenues : la réunion des dirigeants a lieu dans la cage d'escalier du château de Neisse, où Frédéric rencontre Joseph qui se dépêche ; tous deux tombent dans les bras l'un de l'autre. Ensuite, Friedrich conduit l'empereur « par la main dans la salle ». Les jours suivants également, on a vu « les deux chefs du Reich allemand seulement bras dessus bras dessous ».
Menzel choisit le moment de la poignée de main pour l'illustration du livre. Là aussi, l'escalier avec l'entourage de l'empereur est visible en arrière-plan ; cependant, Joseph est déjà au même niveau que Frédéric et le domine d'une tête. Pour la peinture, Menzel choisit le moment de la salutation dans la cage d'escalier : au détour d'un escalier, le jeune empereur, qui se précipite d'en bas, rencontre le vieux roi qui s'approche d'en haut. Joseph doit donc lever les yeux vers Frédéric ; Menzel met une expression d'admiration enthousiaste sur son visage. Sa dignité impériale s'exprime uniquement par la cape de voyage blanche bordée de rouge, contrairement aux vêtements de tous les jours sombres de Frédéric. Les visages se rapprochent, le salut se fait à deux mains ; Menzel ne montre pas l'étreinte décrite par Kugler. Une esquisse à l'huile montre que Menzel considère d'abord le début d'une étreinte entre eux deux comme un moment de la représentation. Derrière les dirigeants, plusieurs préposés en uniforme apparaissent dans la pénombre de la cage d'escalier, leurs expressions faciales et leurs gestes soulignent l'importance du moment.

## Signification politique
La peinture de Menzel est réalisée à une époque où la fin du Saint-Empire romain germanique a eu lieu un demi-siècle auparavant ; dans la Confédération germanique, fondée en 1815, la « Question allemande » et la rivalité prusso-autrichienne deviennent de plus en plus pressantes. Dans ce contexte, l'image montre une réconciliation symbolique entre les deux grandes puissances allemandes, qui met le roi de Berlin au moins sur un pied d'égalité avec l'empereur de Vienne, mais contredit en même temps la solution petite-allemande d'Otto von Bismarck.

Dans son essai Europas verlorener Sohn pour le magazine CICERO, Konstantin Sakkas interprète le tableau comme suit dans le contexte du mythe politique entourant Frédéric :

« Rien n'exprime mieux ce mythe que le tableau qu'Adolph Menzel peignit un siècle plus tard de la rencontre entre Frédéric et le jeune empereur Joseph II à Neisse en 1769 : ici le roi, qui avait vieilli tôt à cause de nombreuses maladies et souriait déjà doucement avec l'âge ; là, le Kaiser juvénile et fougueux, qui affronte maintenant l'adversaire autrefois très détesté de sa mère avec l'enthousiasme ivre d'un fan. C'est la dernière grande scène Ecce homo de l'absolutisme : la révérence étonnée du jeune homme assoiffé d'action devant le héros grisonnant, qui avait redonné forme à tout le panoptique de la grandeur et de la tragédie humaines en sa personne. »